# La dama boba
La dama boba è un'opera lirica in tre atti di Ermanno Wolf-Ferrari su libretto di Mario Ghisalberti, rappresentata per la prima volta allo Stadttheater di Magonza il 16 giugno 1937.
La prima rappresentazione italiana ebbe luogo alla Scala di Milano il 1º febbraio 1939 ottenendo unanimi consensi. Tra gli interpreti della rappresentazione scaligera, diretta da Umberto Berrettoni, vi erano Mafalda Favero (Finea), Serafina Di Leo (Nise), Bruno Landi (Lorenzo), Salvatore Baccaloni (Ottavio), Augusto Beuf (Liseo), Duilio Baronti (Duardo) e Edoardo Faticanti (Miseno).

## Trama
La dotta Nise e la sciocca Finea, figlie di Ottavio, sono due sorelle in cerca di marito. Il poeta e cavaliere Lorenzo corteggia Nise, mentre Liseo è lo spasimante di Finea. Finea però si innamora di Lorenzo: l'amore le fa trovare l'astuzia e alla fine riuscirà a sposarlo.